# Pogórze Ondawskie
Pogórze Ondawskie (513.72; słow. Ondavská vrchovina, (węg.) Ondavai-felföld) – mezoregion geograficzny we wschodniej Słowacji, w Beskidach Środkowych, na południe od granicznego grzbietu Karpat.
Od zachodu Pogórze Ondawskie graniczy z Górami Czerchowskimi, od północy – z Beskidem Niskim, od wschodu – z Bieszczadami Zachodnimi i Wyhorlatem, od południa – z Górami Tokajsko-Slańskimi i z Niziną Wschodniosłowacką. Granicę z Beskidem Niskim prowadzi się w przybliżeniu linią Bardejov – Svidník – Medzilaborce. Rozciągłość południkowa regionu wynosi około 87 km, maksymalna szerokość – 45 km, powierzchnia – około 1,8 tys. km².
Pogórze Ondawskie to w istocie zespół południkowych grzbietów górskich odbijających na południe od głównego (wododziałowego) grzbietu Karpat, podzielonych dolinami Topľi, Ondavy i Laborca oraz ich dopływów. Najwyższe wzniesienia to Stebnická Magura – 900 m n.p.m., Jaworzyna Konieczniańska (słow. Javorina) – 881 m, Smilniansky vrch – 749 m, Filipovský vrch – 705 m, Kačalová – 676 m i Čierna hora – 667 m. Wysokości bezwzględne maleją z północy na południe do około 200 m n.p.m. Pogórze jest zbudowane z fliszu karpackiego.
Klimat Pogórza Ondawskiego ulega wyraźnym zmianom wraz z szerokością geograficzną. Na południu jest ciepły, w części centralnej – umiarkowany, w północnej – chłodny, przy czym w dolinach pozostaje umiarkowany. Przeciętne temperatury stycznia wynoszą –2 do –6 °C w dolinach i –4 do –6 °C w północnych częściach grzbietowych, lipca – 18,5–20 °C w kotlinach i 16–17 °C na północy. Liczba dni z pokrywą śnieżną – 80-100. Roczna suma opadów – 400-500 mm.
Krajobraz Pogórza Ondawskiego tworzą niewysokie wzgórza i obszerne doliny rzeczne. Grzbiety są porośnięte lasem liściastym z przewagą dębu i buka, doliny są zajęte pod użytki rolnicze. Prowadzą przez nie liczne szlaki turystyczne.
Na Pogórzu Ondawskim leżą Bardejov, Svidník, Stropkov, Humenné, Vranov nad Topľou i Giraltovce. Historycznie teren Pogórza Ondawskiego należy do regionów Szarysz i Zemplín.